# NGC 742
NGC 742 ist eine elliptische Galaxie im Sternbild Fische auf der Ekliptik, welche etwa 269 Millionen Lichtjahre von der Milchstraße entfernt ist.
Sie wurde am 13. Dezember 1784 von dem deutsch-britischen Astronomen Friedrich Wilhelm Herschel entdeckt.